# Tiếng Ý
Tiếng Ý hay tiếng Italia (italiano, lingua italiana) là một ngôn ngữ thuộc nhóm Rôman của hệ Ấn-Âu và được dùng bởi khoảng 70 triệu người, đa số sinh sống tại Ý. Giọng Ý tiêu chuẩn hiện nay là giọng của vùng Toscana, nhất là giọng của những người sống tại thành phố Firenze. Trên bán đảo Ý và các đảo phụ cận, nó được xem như đứng trung gian giữa các tiếng miền nam (thuộc nhánh phía Nam của nhóm Rôman) và các tiếng miền bắc (thuộc nhóm ngôn ngữ Gaul-Rôman, một phân nhóm của nhóm Rôman). Trong nhóm Rôman, tiếng Ý là ngôn ngữ gần với tiếng Latinh nhất và tương tự như các ngôn ngữ khác trong nhóm, tiếng Ý cũng dùng nhiều trọng âm (stress) trong lối phát âm.

## Hệ thống chữ viết
Tiếng Ý sử dụng bảng chữ cái Latinh. Trong bảng chữ cái tiếng Ý tiêu chuẩn không có các ký tự J, K, W, X và Y, tuy nhiên chúng vẫn xuất hiện trong các từ tiếng Ý vay mượn như jeans (quần bò), whisky, taxi hay như tên của câu lạc bộ bóng đá Juventus. Để thay thế các âm tương ứng của các ký tự kể trên, có thể dùng gi thay cho j, c hoặc ch thay cho k; u hoặc v thay cho w; s, ss, hoặc cs thay cho x và i thay cho y (tùy cách phát âm từng từ). Để đánh dấu cách phát âm và cách đặt trọng âm, tiếng Ý cũng sử dụng dấu sắc và dấu huyền, ví dụ dấu huyền cho các chữ cái A, I, O và U ở cuối từ có nghĩa là trọng âm của từ được đặt vào nguyên âm đó (gioventù, tuổi trẻ).
Chữ cái H nằm ở đầu từ được dùng để phân biệt ho, hai, ha, hanno (thì hiện tại của động từ avere, có) với o, ai, a (các giới từ), anno (năm). Chữ cái này cũng xuất hiện ở đầu một số từ ngoại lai như hotel (khách sạn), trong đa số trường hợp H đều là âm câm (không được phát âm), ví dụ hotel được đọc là /oˈtɛl/.

## Lịch sử
Sự biến hóa từ tiếng Latinh sang tiếng Ý hiện đại là một quá trình tương đối phức tạp vì có rất nhiều ngôn ngữ đã được dùng tại bán đảo Ý trước, và trong khi, Đế quốc La Mã hình thành. Tuy tiếng Latinh cổ điển đã được dùng như một loại tiếng chính thức, dân tại các vùng khác nhau của đế quốc này tiếp tục dùng các thứ tiếng địa phương của họ. Khi cần, họ dùng một loại tiếng Latinh đã được đơn giản hóa rất nhiều trong các việc giao dịch với những người cầm quyền: đây là tiếng Latinh bình dân (Vulgar Latin). Trước khi tiếng Latinh bình dân có thể thống nhất hoàn toàn nhiều tiếng địa phương trong lãnh thổ của Đế quốc La Mã thì đế quốc này sụp đổ vào cuối thế kỷ thứ V. Sự thống nhất "một nửa" này đã tạo ra một nhóm ngôn ngữ được dùng hiện nay tại Tây Âu – nhóm Rôman – mà tiếng Ý là một trong số đó. Tiếng Ý, do đó, chịu ảnh hưởng không chỉ từ tiếng Latinh mà còn từ nhiều tiếng địa phương khác nữa.
Văn kiện tiếng Ý sớm nhất còn tồn tại là các mẫu đơn của vùng Benevento vào giữa thế kỷ thứ X. Tuy nhiên, tất cả phải công nhận rằng tiếng Ý, như chúng ta biết hiện nay, chỉ thật sự ra đời sau khi Dante Alighieri viết tập thơ dài Thần khúc (La Divina Commedia) vào thế kỷ XIV.

## Phân loại và các ngôn ngữ liên hệ
Tiếng Ý được các nhà ngôn ngữ học xếp vào nhánh Ý-Dalmatia, một phân nhánh của nhánh Ý-Tây thuộc nhóm Rôman của hệ Ấn-Âu.
Các tiếng gần tiếng Ý nhất là tiếng Napoli, tiếng Sicilia và tiếng Ý-Do Thái. Sau đó là các ngôn ngữ tại miền bắc của Ý như các tiếng Liguri, Lombard, Piemont.... Xa thêm tí nữa là các tiếng Romana, Tây Ban Nha, Bồ Đào Nha và Pháp.

## Phân bổ địa lý
Tiếng Ý là ngôn ngữ chính thức tại các nơi sau đây: Ý, San Marino, Vatican, Thụy Sĩ và tại vài vùng của Croatia và Slovenia. Các nước có một số người dùng tiếng Ý đáng kể là: Albania, Argentina, Brasil, Canada, Hoa Kỳ, Luxembourg, Malta, Úc và Venezuela. Ngoài ra một vài thuộc địa cũ của Ý như Somalia, Lybia và Eritrea vẫn còn một số người nói tiếng Ý.

### Các loại và các giọng tiếng Ý
- Tiếng Ý-Do Thái
- Miền Bắc
  - Giọng Piemontese
  - Giọng Milanese (Milano)
  - Giọng Veneto (Venezia)
  - Giọng Modenese
- Vùng Toscana
  - Giọng Toscana (Firenze, Pisa, Siena)
  - Giọng đảo Corsica
- Trung ương
  - Giọng Romanesco (Roma)
  - Giọng Umbro
  - Giọng Marchigiano
  - Giọng Cicolano-Reatino-Aquilano
- Miền Nam
  - Giọng Abruzzese
  - Giọng Campano (Napoli)
  - Giọng Lucano
  - Giọng Pugliese (Bari)
- Miền cực Nam
  - Giọng đảo Sardinia
  - Giọng Salentino (Lecce)
  - Giọng Calabrese (Calabria)
  - Giọng Siciliano (Palermo)

## Ví dụ
| Tiếng Ý                                                                                                   | Tiếng Việt             | Tiếng Anh       | Phát âm |
| --- | ---------------------- | --------------- | ------- |
| Italiano                                                                                                  | Người Ý, tiếng Ý       | Italian         | (Nghe)  |
| Vietnamita                                                                                                | Người Việt, tiếng Việt | Vietnamese      |         |
| Sì | Có                     | Yes             | (Nghe)  |
| No | Không                  | No              | (Nghe)  |
| Certo! / Certamente! / Naturalmente!                                                                      | Tất nhiên              | Of course       |         |
| Ciao! (thân mật) / Salve! (xã giao)                                                                       | Chào!                  | Hello!          | (Nghe)  |
| Come stai? (thân mật) / Come sta? (xã giao số ít) / Come state? (xã giao số nhiều) / Come va? (nói chung) | Bạn khỏe chứ?          | How are you?    |         |
| Buongiorno!                                                                                               | Chào buổi sáng         | Good morning!   |         |
| Buonasera!                                                                                                | Chào buổi chiều        | Good afternoon! |         |
| Buonasera!                                                                                                | Chào buổi tối          | Good evening!   |         |
| Buonanotte!                                                                                               | Chúc ngủ ngon          | Good night!     |         |
| Ti amo!                                                                                                   | Anh yêu em             | I love you      |         |
| Arrivederci (xã giao) /Ciao! (thân mật) /ArrivederLa! (trang trọng)                                       | Chào tạm biệt          | Good bye        | (Nghe)  |
| Per piacere / Per favore / Per cortesia                                                                   | Làm ơn                 | Please          | (Nghe)  |
| Grazie!                                                                                                   | Cảm ơn                 | Thank you       | (Nghe)  |
| Mi dispiace (nói chung) / Scusa(mi) (thân mật) / Mi scusi (xã giao số ít) / Scusatemi (xã giao số nhiều)  | Xin lỗi                | Sorry/Excuse me | (Nghe)  |